# L.E.J
L.E.J (Elijay, произносить: Элиджей) — французское музыкальное трио молодых девушек, названное по первым буквам их имён: Lucie, Élisa, Juliette (Люси, Элиза, Жюльетта).
Все три участницы коллектива 1993 года рождения, они подруги детства из Сен-Дени — пригорода Парижа. Оформление их коллектива относят к осени 2013 года — для участия в конкурсе, который они выиграли. В январе 2014 года состоялся их первый прямой радиоэфир. В 2015 году вышел их первый альбом.
2016 год они гастролируют по Франции, в мае они выступали на 69-й церемонии закрытия Каннского кинофестиваля.
Выпуск их второго альбома под названием «Poupées Russes» (Матрешки) состоялся в 2018 году.

## Дискография

### Альбомы
| Год  | Заглавие                | Пиковые позиции | Пиковые позиции | Пиковые позиции | Сертификация                   |
| Год  | Заглавие                | FR              | BE (Wa)         | SWI             | Сертификация                   |
| ---- | ----------------------- | --------------- | --------------- | --------------- | ------------------------------ |
| 2015 | En attendant l'album... | 4               | 26              | 39              | 2× Platinum (French certified) |
| 2018 | Poupées russes          |                 | 16              | 21              |                                |
| 2020 | Pas peur                | 11              | 25              | 54              |                                |

### EPs
| Год  | Заглавие                | Пиковые позиции | Сертификация |
| ---- | ----------------------- | --------------- | ------------ |
| 2016 | Christmas Hors d'Oeuvre |                 |              |

### Синглы
| Год  | Заглавие                  | Пиковые позиции | Сертификация   |
| Год  | Заглавие                  | FR              | Сертификация   |
| ---- | ------------------------- | --------------- | -------------- |
| 2015 | "Summer 2015"             | 1               |                |
| 2015 | "Summer 2014"             | 46              |                |
| 2015 | "Seine-Saint-Denis Style" | 91              |                |
| 2015 | "Hip Hop Mash Up"         | 39              |                |
| 2015 | "Hanging Tree"            | 99              |                |
| 2016 | "Summer 2016"             | 5               |                |
| 2016 | "Game of Bells"           | 184             |                |
| 2018 | La Nuit                   |                 | Poupées Russes |

### Другие песни в чартах
| Год  | Заглавие    | Пиковые позиции | Альбом               |
| Год  | Заглавие    | FR              | Альбом               |
| ---- | ----------- | --------------- | -------------------- |
| 2015 | "Get Lucky" | 196             | En attendant l'album |
| 2015 | "La dalle"  | 163             | En attendant l'album |